# كلود-غيليس غوسلين
كلود-غيليس غوسلين هو سياسي كندي، ولد في 12 مارس 1924 في أيست أنغوس في كندا، وتوفي في 18 أغسطس 2016 في كيبك في كندا. نشط حزبياً في الاتحاد الوطني. وقد انتخب عضو الجمعية الوطنية في كيبك ‏.